# Макартур (Западна Вирџинија)
Макартур (енгл. MacArthur) насељено је место без административног статуса у америчкој савезној држави Западна Вирџинија.

## Демографија
По попису из 2010. године број становника је 1.500, што је 193 (-11,4%) становника мање него 2000. године.
| Група             | 2000.         | 2010.         |
| Белци             | 1.656 (97,8%) | 1.455 (97,0%) |
| Афроамериканци    | 7 (0,4%)      | 10 (0,7%)     |
| Азијати           | 1 (0,1%)      | 4 (0,3%)      |
| Хиспаноамериканци | 12 (0,7%)     | 7 (0,5%)      |
| Укупно            | 1.693         | 1.500         |